# Follafoss
Follafoss è un insediamento norvegese del comune di Steinkjer, nella contea di Trøndelag, popolato da circa 414 abitanti.